# Râul Negureni
Râul Negureni este un curs de apă, afluent al râului Valea Mare. 

## Hărți
- Harta Județului Constanța